# I'll fall in love 愛的禮物
『I'll fall in love 愛的禮物』（アイル・フォール・イン・ラブ）は、松田聖子のアルバム。2005年8月26日発売。発売元はソニーミュージックエンタテインメント。規格品番はSMD8859。

## 解説
2005年8月20日に台湾・新荘体育館で、自身初の海外公演を行った記念として、台湾限定で発売されたアルバム。
中国語バージョンと日本語バージョン、合計9曲を収録している。ちなみに日本語バージョンは新規録音ではなく、既存の音源である。
日本でも一部店舗で輸入扱いで購入することができた（発売は2005年9月1日）。

## 収録曲
1. I'll fall in love（Chinese Version）／I'll fall in love
  - 作曲:Seiko Matsuda、小倉良
2. 湛藍色的地球／瑠璃色の地球
  - 作曲:平井夏美
3. 夏天的門外／夏の扉
  - 作曲:財津和夫
4. 火紅色的香豌豆／赤いスイートピー
  - 作曲:呉田軽穂
5. I'll fall in love
  - 作詞:Seiko Matsuda／作曲:Seiko Matsuda、小倉良／編曲:小倉良
6. 瑠璃色の地球
  - 作詞:松本隆／作曲:平井夏美／編曲:武部聡志
7. 夏の扉
  - 作詞:三浦徳子／作曲:財津和夫／編曲:大村雅朗
8. 赤いスイートピー
  - 作詞:松本隆／作曲:呉田軽穂／編曲:松任谷正隆
9. I'll fall in love（Chinese Version）Backing Track　＊インストゥルメンタル　
  - 作曲:Seiko Matsuda、小倉良